# Římskokatolická farnost Malšín
Římskokatolická farnost Malšín je bývalým územním společenstvím římských katolíků v rámci českokrumlovského vikariátu českobudějovické diecéze.

## O farnosti

### Historie
Plebánie v Malšíně je doložena v roce 1360, kdy zde duchovní správu vykonávali cisterciáci z Vyššího Brodu. Ve farnosti působil jako kaplan v letech 1919–1922 Dom Matthäus Quatember, pozdější generální opat cisterciáckého řádu. V letech 1940–1945 byla farnost spravována nuceně z Linecké diecéze, po skončení druhé světové války byla navrácena Českobudějovické diecézi. Farnost zanikla ke dni 31.12.2019, právním nástupcem je Římskokatolická farnost Vyšší Brod.

### Současnost
Bývalá farnost Malšín je součástí farnosti Vyšší Brod.
| Kostel                       | Místo            | Bohoslužba             | Bohoslužba             | Poznámka        |
| ---------------------------- | ---------------- | ---------------------- | ---------------------- | --------------- |
| Kostel Srdce Ježíšova        | Malšín           | neslouží se pravidelně | neslouží se pravidelně | filiální kostel |
| Kostel Panny Marie Pomocnice | Ostrov na Šumavě | neslouží se pravidelně | neslouží se pravidelně | filiální kostel |